# Savoia-Marchetti SM.86
Savoia-Marchetti SM.86 byl italský jednomístný dvoumotorový střemhlavý bombardér zkušebně nasazený během II. světové války.

## Vývoj
SM.86 přímo vycházel ze střemhlavého bombardovacího letounu Savoia-Marchetti SM.85. Nestabilita SM.85 při vysunutých brzdicích klapkách a nízké letové výkony vedly společnost Società Italiana Aeroplani Idrovolanti Savoia-Marchetti ke zdokonalenému typu SM.86. Křídlo nového stroje zůstalo téměř beze změny, mělo jen větší plochu a dokonalejší zavěšení vztlakových klapek, které v poloze 90° působily jako brzdicí. Trup skořepinové konstrukce měl menší rozměry s oblými boky, na rozdíl od plochých typu SM.85. V pumovnici bylo instalováno zařízení pro vymrštění 500 kg pumy odhazované ve střemhlavém letu. Zdokonaleno bylo také zasklení a umístění pilotní kabiny. Výzbroj SM.86 byla posílena a tvořily ji dva pevné kulomety Breda-SAFAT ráže 12,7 mm s možností záměny za kanóny ráže 20 mm.
Prototyp stroje SM.86W (MM397) poprvé vzlétl 22. září 1937, poháněný dvojicí československých motorů Walter Sagitta I-MR o výkonu 441 kW, které roztáčely třílisté stavitelné vrtule. Zkušební komise tyto pohonné jednotky vyhodnotila jako nevýkonné, proto byly urychleně zaměněny za italské motory Isotta Fraschini Delta A-120 RC-40 o výkonu po 566 kW. Zkoušky byly ukončeny 5. září 1940.
Druhý prototyp SM.86 (MM398) nejprve létal s motory Isotta Fraschini Gamma o vzletovém výkonu po 441 kW, které byly opět vyměněny za pohonné jednotky Delta. Druhý vyrobený kus sloužil k výzkumným účelům a v roce 1942 dostal druhý pilotní prostor s úpravou pro ležícího pilota, aplikovaný později u prototypu střemhlavého letounu SM.93.
SIAI Savoia-Marchetti v Sesto Calende původně obdržela zakázku na 97 sériových letounů, která byla v dubnu 1940 zrušena.

## Nasazení
Firma SIAI prosadila předání prvního prototypu k bojovým testům na základnu Comiso na Sicílii, odkud operovala 96. skupina se stroji Junkers Ju 87B. Dne 15. září 1940 vzlétl tovární pilot Scarpini za doprovodu dvanácti Ju 87B a uskutečnil s nimi nálet na letiště Hal Far na Maltě. V říjnu 1940 se jednotka včetně SM.86W přesunula na letiště v Lecce, odkud měla působit proti Řecku. Scarpini s letounem podnikl nálet na řecké cíle 4. listopadu 1940 společně se čtveřicí Ju 87B. Později však zahynul v sestřeleném Junkersu a SM.86W tak zůstal bez pilota. V srpnu 1941 byl stroj zrušen.

## Specifikace
Údaje platí pro verze s motory Delta

### Technické údaje
- Osádka:
- Rozpětí: 14,68 m
- Délka: 10,90 m
- Výška: 3,35 m
- Nosná plocha: 30,80 m²
- Hmotnost prázdného letounu: 3357 kg
- Vzletová hmotnost: 5077 kg
- Pohonná jednotka:

### Výkony
- Maximální rychlost u země: 415 km/h
- Maximální rychlost v 2500 m: 435 km/h
- Cestovní rychlost: 336 km/h
- Dostup: 6300 m
- Dolet: 1760 km